# Энох, Давид
Давид Энох (нем. David Enoch; 1901, Освенцим, Российская империя — 24 декабря 1949, Израиль) — германский, после 1933 года — палестинский шахматист еврейского происхождения.

## Биография
Родился в 1901 году в городе Освенциме в Российской империи. После Первой мировой войны эмигрировал в Германию и жил в Берлине. Участвовал в 2-х берлинских турнирах (1927 и 1929). В 1933 году после прихода нацистов к власти в Германии репатриировался в Палестину.
Он занял 2-е место после Абрама Бласса в Тель-Авиве на второй Маккабиаде в 1935 году. В составе сборной британской подмандатной Палестины участник 6-й Олимпиады (1935) в Варшаве.
Партия, которую он проиграл в Берлине в 1927 году Арону Нимцовичу, включена в книгу «Моя система» Нимцовича.
Умер в 1949 году в Израиле.